# Franekeradeel
Franekeradeel (en neerlandès; Frentsjerteradiel en frisó occidental) és un municipi de la província de Frísia, al nord dels Països Baixos. L'1 de gener de 2009 tenia 20.569 habitants repartits per una superfície de 109,16 km² (dels quals 6,44 km² corresponen a aigua). Limita al nord amb het Bildt, a l'est amb Menaldumadeel, a l'oest amb Harlingen i al sud amb Wûnseradiel i Littenseradiel

## Administració
El consistori actual, després de les eleccions municipals de 2007, és dirigit per M. J. Haveman. El consistori consta de 19 membres, compost per:
- Crida Demòcrata Cristiana, (CDA) 5 escons
- Partit del Treball, (PvdA) 5 escons
- Partit Nacional Frisó, (FNP) 3 escons
- Gemeente Belangen, 3 escons
- ChristenUnie, 1 escó
- GroenLinks, 1 escó
- Partit Popular per la Llibertat i la Democràcia, (VVD) 1 escó

## Galeria d'imatges

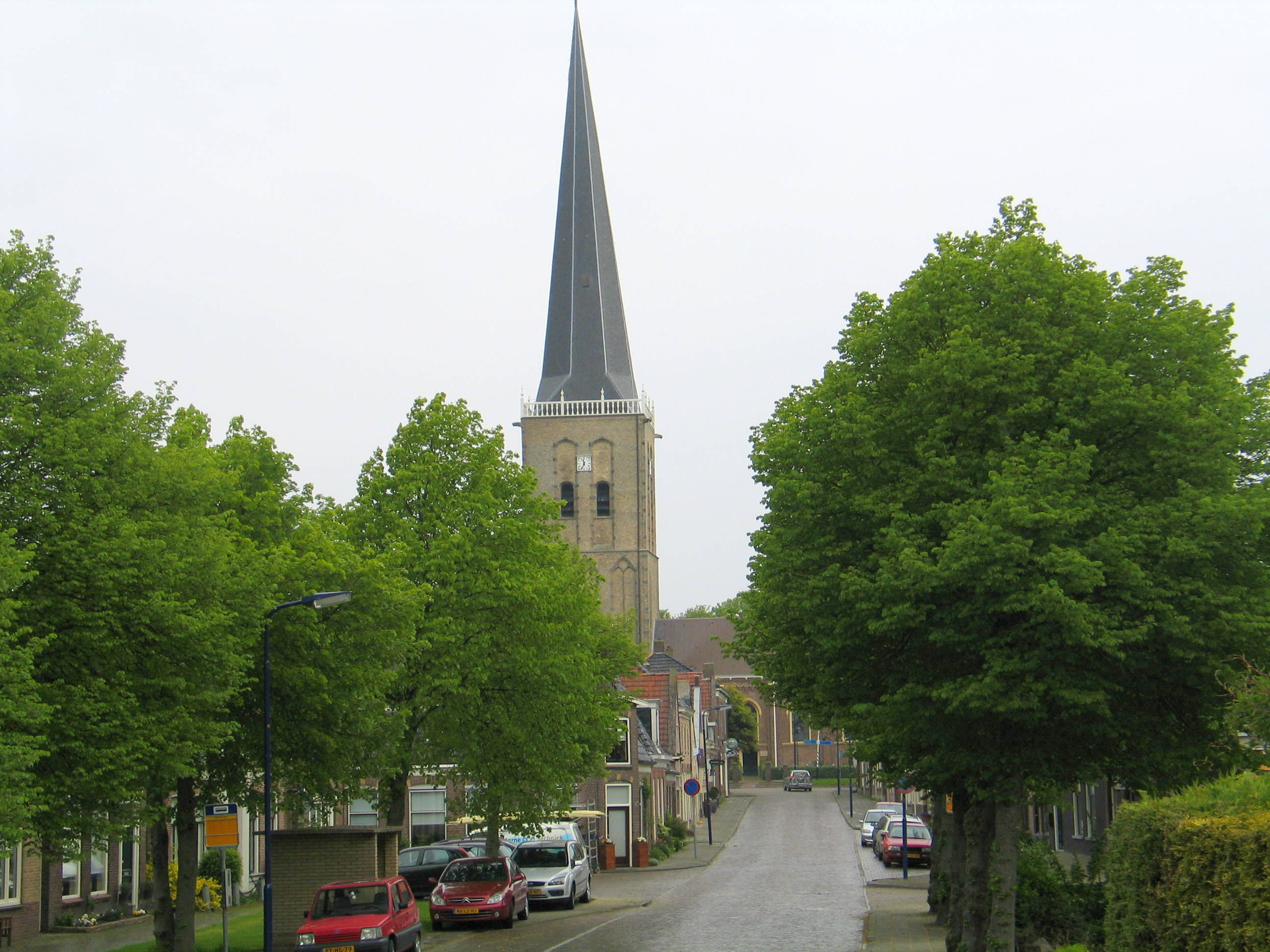
Tzum
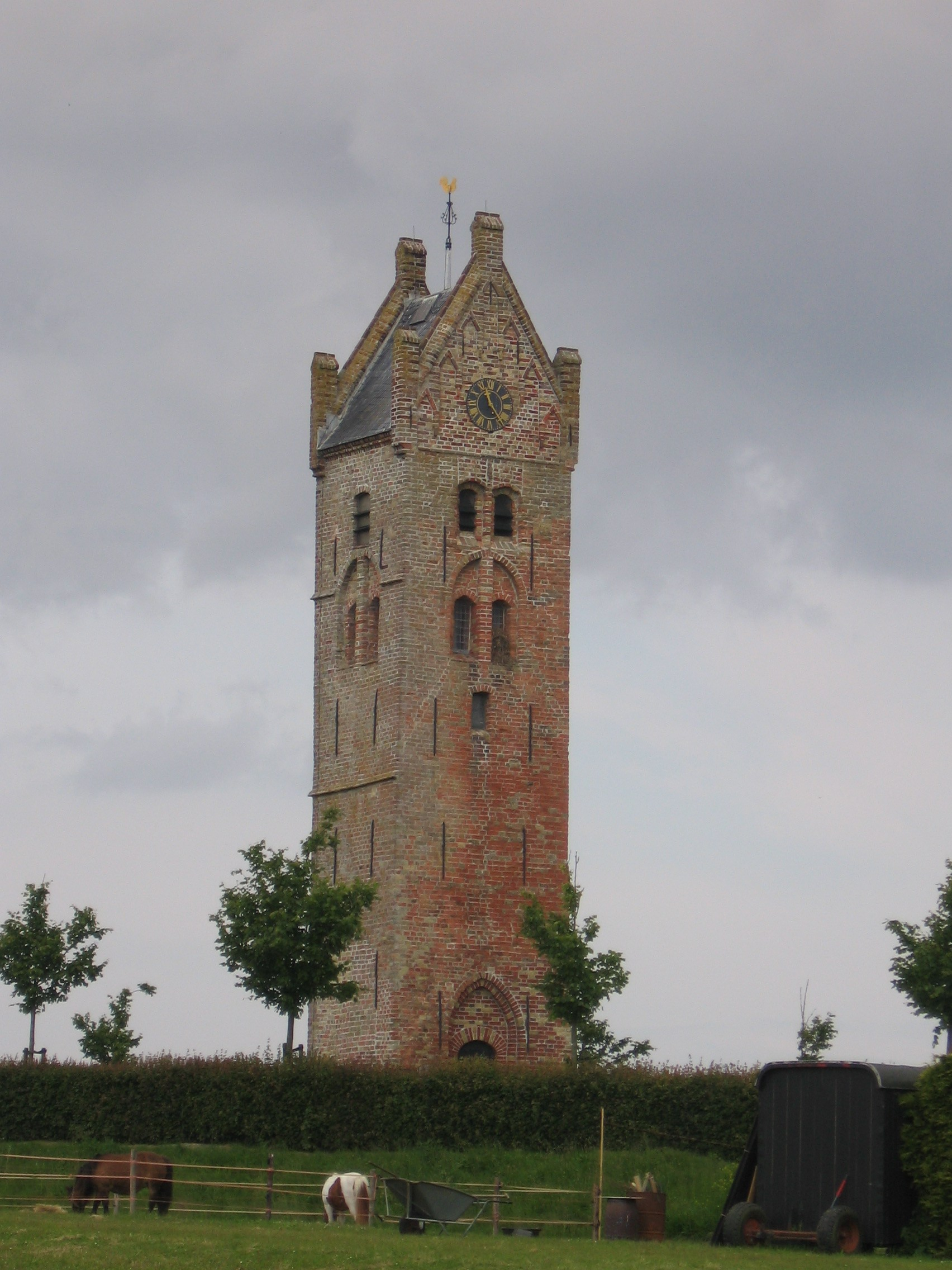
Torre de Firdgum
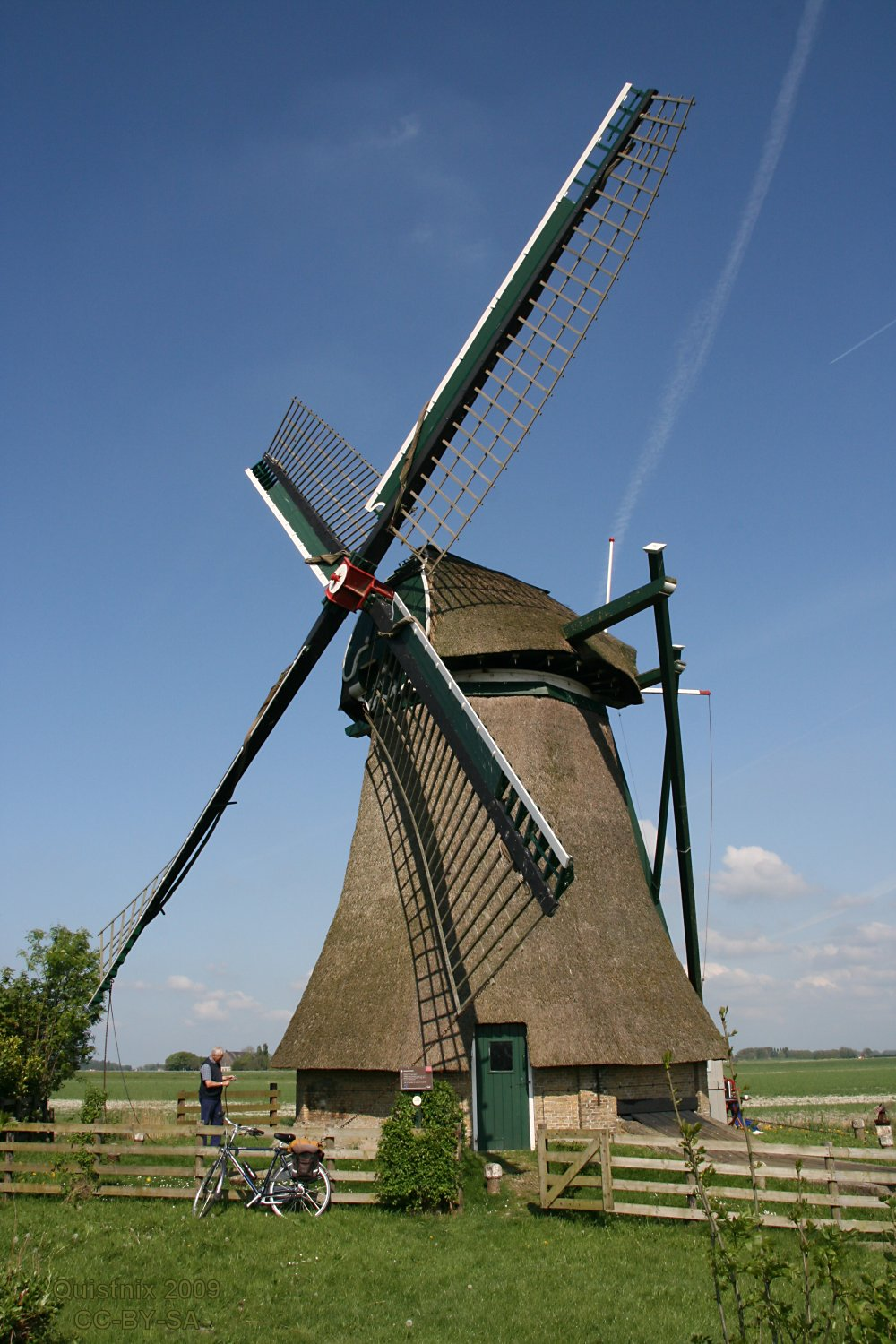
Molí de Schalsum